# Scharlatan

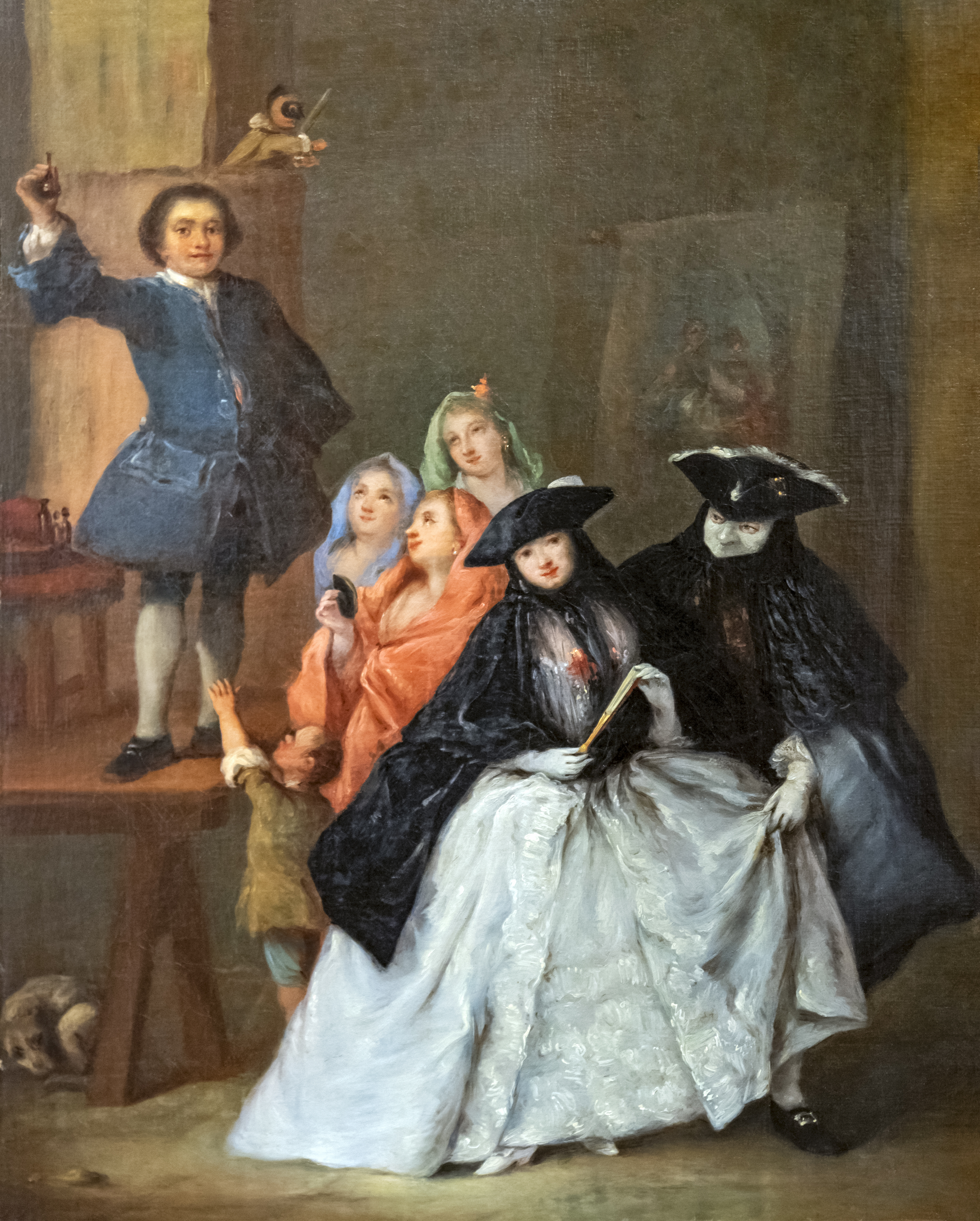
Pietro Longhi: Der Scharlatan

Als Scharlatan (veraltet auch Charlatan) wird eine Person bezeichnet, die vortäuscht, ein bestimmtes Wissen oder bestimmte Fähigkeiten zu besitzen, um damit Geld, Ruhm oder andere Vorteile zu erlangen. Als Scharlatanerie (veraltet auch Charlatanerie) wird die Verhaltensweise beziehungsweise die Schwindelei eines Scharlatans bezeichnet.

## Begriffsherkunft und -geschichte
Als Herkunft des Begriffs Scharlatan (über mittellateinisch ceratanus und italienisch ceratano, „fahrender Schüler“, wie französisch und englisch charlatan, „Marktschreier, Quacksalber“, unter Einfluss von italienisch ciarlare, „schwatzen“, von italienisch ciarlatano) – häufige Synonyme sind Aufschneider, Schwindler, Hochstapler – wird eine Verschmelzung des Ortsnamens Cerreto und dem italienischen ciarlare (‚schwätzen‘) bzw. ciarla (‚Geschwätz‘) vermutet. Die Cerretani, Einwohner des italienischen Städtchens Cerreto di Spoleto, standen im Mittelalter in dem schlechten Ruf, als Stadtstreicher durch die Gegend zu ziehen und arglosen Menschen mit Gaukeleien und Betrügereien das Geld aus der Tasche zu ziehen.
Aus dem Italienischen wurde das Wort ciarlatano (französisch charlatan) im 17. Jahrhundert ins Deutsche entlehnt; als Scharlatan bezeichnete man – wie im Italienischen – zunächst speziell von Stadt zu Stadt reisende Kurpfuscher und Marktschreier.
Im 18. Jahrhundert wurden gelegentlich fahrende Wundärzte und Starstecher wegen Scharlatanerie des Landes verwiesen, so z. B. John Taylor aus Preußen oder Joseph Hillmer, der am Zarenhof in St. Petersburg operierte, aus Russland. Sie wurden als politische Spione und Agenten bezichtigt oder aufgrund der hohen Komplikationsrate ihrer Eingriffe als Scharlatane abgestempelt.
Der Historiker Johann Burckhardt Mencke latinisierte den volkstümlichen Begriff Scharlatan in seiner Veröffentlichung De Charlataneria Eruditorum („Charlatanerie der Gelehrten“) aus dem Jahr 1713. Diesem Werk ließ er eine weitere Reihe von Spezialveröffentlichungen folgen, nämlich über die Scharlatanerie der Ärzte (1717 und 1719), der Geistlichen (1735) und der Juristen (1742).
Pierer’s Universal-Lexikon definierte 1857 Charlatan als jemanden, der

„es versteht, sich den Schein von Gelehrsamkeit u. Weisheit zu geben u. durch niedere Mittel die öffentliche Aufmerksamkeit auf sich zu ziehen sucht, besonders wird darunter ein Quacksalber verstanden, welcher sich durch Marktschreierei ankündigt. Ein literarischer Ch. ist ein Schriftsteller, der ohne gründliche Studien, die Arbeiten Anderer zu Plagiaten benutzt u. die Meinung des Publikums über seine Fähigkeiten u. Leistungen zu täuschen weiß. Daher Charlantanerie, Charlatanismus…“

## Trivia
Die Oper Šarlatán des tschechischen Komponisten Pavel Haas wurde 1938 uraufgeführt; die literarische Vorlage dafür bildete Josef Wincklers Roman über den seinerzeit zu Unrecht als Kurpfuscher oder Quacksalber verschrienen Doktor Eisenbarth.
Die Figur des Mephistopheles in Goethes Faust (Urfaust und Faust I) stellt sich (in der Verkleidung als Medizinprofessor) satirisch als medizinischer Scharlatan dar.